# Scaphocalanus minutus
Scaphocalanus minutus är en kräftdjursart som beskrevs av Tanaka 1938. Scaphocalanus minutus ingår i släktet Scaphocalanus och familjen Scolecitrichidae. Inga underarter finns listade i Catalogue of Life.